# Hoàng Sơn (diễn viên)
Hoàng Sơn có tên đầy đủ là Nguyễn Hoàng Sơn là nam diễn viên kịch nói và điện ảnh Việt Nam. Với bộ phim truyền hình Vịt kêu đồng ông đã giành được giải Nam diễn viên chính xuất sắc hạng mục Phim truyền hình tại Giải Cánh diều 2009.

## Tiểu sử
Hoàng Sơn sinh ngày 15 tháng 6 năm 1966, là con út trong một gia đình có 11 người con tại Thủ Dầu Một, Bình Dương. Cha của ông mất năm 1981, học hết lớp 9, Hoàng Sơn bắt đầu đi làm phụ kinh tế gia đình. Từ nhỏ, ông đã tập chơi guitar và có ý định thi vào Nhạc viện Thành phố Hồ Chí Minh, vì nhận thông báo thi tuyển muộn nên ông bị lỡ nên thi vào Nghệ thuật Sân khấu 2. 

## Sự nghiệp
Năm 1983, ông trúng tuyển vào lớp diễn viên khóa 9 của trường cùng với Phước Sang, Mai Dũng, Phương Bình, Mạnh Tràng, Nhật Cường, Minh Thủy... và tốt nghiệp năm 1989. Năm 1985, khi học năm thứ nhất, ông được nhận vai diễn đầu tiên trong phim điện ảnh Bão U Minh.
Sau khi ra trường, Hoàng Sơn cảm thấy không có tương lai với nghề diễn viên nên ông bỏ về quê, nhưng cảm thấy tiếc công sức 4 năm học tập nên đã trở lại Thành phố. Năm 1989, Phó Giám đốc Nhà văn hóa Thanh niên lúc bấy giờ là Nguyễn Hưu Luân gợi ý cho Phước Sang mượn hội tại 135 Hai Bà Trưng, Quận 3 làm nơi biểu diễn và kêu gọi các bạn học cùng khóa tham gia.
Nhóm hài "Đời mới nhưng sau đó" được thành lập với 3 thành viên ban đầu là Hoàng Sơn, Phước Sang và Nhật Cường, tên nhóm sau này được đổi thành "Tuổi hai mươi" theo góp ý của đạo diễn Huỳnh Phúc Điền. Vài năm sau, khi dần đông khách, Hoàng Sơn cùng Phước Sang, Mai Dũng, Hữu Nghĩa tổ chức Liên hoan sân khấu hài toàn thành, cuộc thi được đón nhận và có sự tham gia của nhiều nghệ sĩ có tên tuổi lúc bấy giờ

## Đời tư
Hoàng Sơn kết hôn với người bạn học cùng khóa, người mẫu Phạm Thị Diệp Thanh và có 3 người con, 2 trai và 1 gái. Con trai lớn là diễn viên kịch Nguyễn Phạm Hoàng Hải.

## Vai diễn

### Điện ảnh
| Năm  | Tựa đề                           | Vai diễn        | Đạo diễn           | Chú thích |
| ---- | -------------------------------- | --------------- | ------------------ | --------- |
| 1985 | Bão U Minh                       |                 | Lâm Mộc Khôn       |           |
| 1986 | Nơi bình yên chim hót            |                 | Việt Linh          |           |
| 1989 | Chiến trường chia nửa vầng trăng |                 | Hồng Sến           |           |
| 1992 | Đời hát rong                     |                 | Châu Huế           |           |
| 1994 | Mảnh đất tình đời                |                 | Nguyễn Vinh Sơn    |           |
| 1996 | Tổ quốc tiếng gà trưa            | Tôn Đức Thắng   | Huy Thành          |           |
| 2005 | Khi đàn ông có bầu               | Bác sĩ phá thai | Lưu Phước Sang     |           |
| 2007 | Ngôi nhà bí ẩn                   |                 | Nguyễn Chánh Tín   |           |
| 2009 | Công chúa teen và ngũ hổ tướng   | Đại nổ          | Lê Lộc             |           |
| 2012 | Chuyện tình làng hoa             |                 | Vĩnh Khương        |           |
| 2013 | Đại náo học đường                |                 | Lê Bảo Trung       |           |
| 2013 | Yêu anh! Em dám không            |                 | Nguyễn Quang Minh  |           |
| 2014 | Bí mật lại bị mất                |                 | Nhật Cường, Lý Hải |           |
| 2015 | Lật mặt 2                        |                 | Lý Hải             |           |
| 2015 | Già gân, mỹ nhân và găng tơ      |                 | Đức Thịnh          |           |
| 2016 | Găng tay đỏ                      | Huỳnh Đại       | Nguyễn Tuấn Anh    |           |

### Phim truyền hình
| Năm  | Tựa đề                     | Hình thức | Vai diễn  | Đạo diễn           | Chú thích |
| ---- | -------------------------- | --------- | --------- | ------------------ | --------- |
| 1996 | Người đẹp Tây Đô           | Dài tập   | Ba Dĩnh   | Lê Cung Bắc        |           |
| 1996 | Người tốt một ngày         | Ngắn tập  |           | Đinh Đức Liêm      |           |
| 1997 | Chim phóng sinh            | Ngắn tập  |           | Trần Quang Đại     |           |
| 2002 | Giữa đời thường            | Ngắn tập  |           |                    |           |
| 2003 | Đón con về                 | Dài tập   |           | Đinh Đức Liêm      |           |
| 2004 | Một cơn mê                 | Ngắn tập  |           | Lê Dân             |           |
| 2005 | Lẵng hoa tình yêu          | Dài tập   |           | Vinh Hương         |           |
| 2006 | Anh chỉ có mình em         |           |           | Lê Hữu Lương       |           |
| 2009 | Cha dượng                  | Dài tập   |           | Phạm Thanh Phong   |           |
| 2009 | Vịt kêu đồng               | Ngắn tập  | Sáu Bé    | Lê Phương Nam      |           |
| 2010 | Âm tính                    | Dài tập   | Khôi      | Nguyễn Phương Điền |           |
| 2012 | Mình cưới thật em nhé      | Dài tập   |           | Xuân Phước         |           |
| 2015 | Ra giêng anh cưới em       | Dài tập   |           | Xuân Phước         |           |
| 2015 | Hoàng hôn dịu dàng         | Dài tập   |           | Đinh Đức Liêm      |           |
| 2016 | Cô Thắm về làng 2          | Dài tập   | Ông Năm   | Hoàng Anh          |           |
| 2017 | Hương đồng nội             | Dài tập   |           | Xuân Phước         |           |
| 2018 | Con hảo hán, ba không ngán | Dài tập   |           | Lê Mạnh            |           |
| 2018 | Ngày ấy mình đã yêu        | Dài tập   | Ông Hoàng | Nguyễn Khải Anh    |           |
| 2018 | Bố là tất cả               | Sitcom    | Ông Phú   | Nguyễn Quang Minh  |           |
| 2018 | Mẹ ơi, bố đâu rồi?         | Dài tập   | Ông Mạnh  | Bùi Tiến Huy       |           |
| 2019 | Anh ba khía                | Dài tập   | Ông Tư Lẹ | Xuân Phước         |           |
| 2023 | Có hẹn với yêu thương      | Dài tập   | Ông Bốn   | Xuân Phước         |           |

### Phim video
| Năm  | Tụa đề                        | Hình thức  | Vai diễn  | Đạo diễn      | Chú thích |
| ---- | ----------------------------- | ---------- | --------- | ------------- | --------- |
| 1990 | Vị đắng tình yêu              | Phim video | Hải "râu" | Lê Xuân Hoàng |           |
| 2008 | Cổ tích Việt Nam tập 18 và 19 | Phim video |           |               |           |
| 2020 | Đại Kê chạy đi                | Web drama  |           |               |           |
| 2021 | A Quy                         | Web drama  |           |               |           |
| 2021 | Trời ơi! Tức muốn chết        | Web drama  |           |               |           |
| 2021 | Vua đầu...đất                 | Web drama  |           | Minh Tít      | [ 14 ]    |
| 2022 | Đây là ông già của tao        | Web drama  |           | Hoàng Hải     |           |

### Kịch nói
- Gala cười 2003: Đi chùa cầu con
- Gala cười 2004: Vì sao tôi điên
- Gala cười 2005: Sân ga mùa xuân, Sống giả - chết giả, Tỷ phú[15]
- Gala cười 2007: Món nợ khó đòi, Bác thằng bần gặp thần lưu linh
- Chuyện tình yêu
- Sau cái mặt cười
- Vua trả nợ
- Cưới chồng
- Tình gần
- Hẻm nhỏ
- Chuyện không ngờ
- Bến đục bến trong
- Em lấy chồng xứ lạ
- Quả bom điếc
- Gác cũ

## Giải thưởng
| Năm  | Giải thưởng                  | Tác phẩm     | Đề cử hạng mục                      | Kết quả         | Chú thích |
| ---- | ---------------------------- | ------------ | ----------------------------------- | --------------- | --------- |
| 1996 | Liên hoan Sân khấu Toàn quốc |              |                                     | Huy chương vàng | [ 3 ]     |
| 2005 | Giải Mai Vàng 2005           | Xích lô      | Nam nghệ sĩ hài được yêu thích nhất | Đoạt giải       | [ 16 ]    |
| 2007 | Liên hoan hài kịch Xuân 2007 |              |                                     | Giải Nhất       | [ 1 ]     |
| 2010 | Giải Cánh diều 2009          | Vịt kêu đồng | Nam diễn viên chính xuất sắc        | Đoạt giải       | [ 17 ]    |